# Коваленко Сергій Петрович
Сергій Петрович Коваленко (нар. 28 жовтня 1969, місто Олександрія Кіровоградської області) — український діяч, 1-й заступник голови Кіровоградської обласної державної адміністрації, тимчасовий виконувач обов'язків голови Кіровоградської обласної державної адміністрації (з 11 по 27 червня 2019 року).

## Життєпис
У вересні 1987 — березні 1988 року — старший піонервожатий Світловодської середньої школи № 4 Кіровоградської області.
У березні 1988 — травні 1989 року — піонервожатий Республіканського піонерського табору «Молода гвардія» в місті Одесі.
У травні 1989 — квітні 1991 року — служба в лавах Радянської армії.
У травні 1991 — лютому 1992 року — піонервожатий Республіканського піонерського табору «Молода гвардія» в місті Одесі.
У лютому 1992 — квітні 1997 року — вчитель Олександрійської загальноосвітньої школи № 20 Кіровоградської області.
У 1997 році закінчив Одеський державний університет імені Мечникова, філолог, викладач німецької мови та літератури.
У квітні 1997 — лютому 2015 року — виконувач обов'язки директора, директор Олександрійської школи-ліцею № 20 (навчально-виховного комплексу «Олександрійський колегіум-спеціалізована школа») Кіровоградської області.
У 2005 році заочно закінчив Кіровоградський державний педагогічний університет імені Винниченка, магістр управління навчальним закладом, керівник навчального закладу.
У лютому — грудні 2015 року — заступник голови Кіровоградської обласної державної адміністрації.
З грудня 2015 року — перший заступник голови Кіровоградської обласної державної адміністрації.
З 11 по 27 червня 2019 року — тимчасовий виконувач обов'язків голови Кіровоградської обласної державної адміністрації.

## Нагороди та звання
- Почесне звання «Заслужений працівник освіти України» (2.10.2014)[3]